# Synagoga w Ścinawie
Synagoga w Ścinawie – nieistniejąca synagoga, która znajdowała się w Ścinawie przy dzisiejszej ulicy Robotniczej.
Synagoga została przebudowana w 1862 roku z budynku mieszkalnego. Poświęcono ją 18 września tego samego roku. Podczas nocy kryształowej z 9 na 10 listopada 1938 roku bojówki hitlerowskie spaliły synagogę. Po zakończeniu II wojny światowej nie została odbudowana.
Synagoga była budynkiem murowanym, usytuowanym w pierzei ulicy, ozdobionym wieżyczką. W fasadzie znajdowały się trzy wysokie okna zakończone łukiem, drzwi ujęte w portal oraz nad nim niewielkie okno również zakończone łukiem. Fasadę wieńczył arkadowy gzyms koronujący.